# Hijōsen no Onna
Dragnet Girl (非常線の女, Hijōsen no Onna) és una pel·lícula japonesa de gàngsters de 1933 dirigida per Yasujirō Ozu. Escrita per Tadao Ikeda, la pel·lícula explica la història d'un gàngster i la seva promesa que troben la redempció a través de les accions d'una nena innocent i el seu germà no tan innocent.
La pel·lícula va ser presentada en diversos llocs de Escòcia en 2014, com a part del Festival de Hipòdrom de Silent Cinema, amb acompanyament musical en viu de Jane Gardner (piano), Roddy Long (violí) i Hazel Morrison (percussió). Aquesta nova partitura també va ser composta per Jane Gardner.

## Argument
Tokiko (Kinuyo Tanaka) és una mecanògrafa i la promesa d'un petit gàngster, Joji (Joji Oka). Un estudiant, Hiroshi (Kōji Mitsui), s'uneix a la colla. Quan Joji comença a caure rendit als peus de la germana d'Hiroshi, Kazuko (Sumiko Mizukubo), Tokiko decideix espantar al seu rival. No obstant això, Tokiko agafa gust a Kazuko i decideix canviar. Joji abandona a Tokiko, però aviat torna i ho convenç que abandoni la seva vida de crim.
Mentrestant, Hiroshi ha robat diners de la botiga on treballa la seva germana. Joji i Tokiko roben al cap de Tokiko i li donen els diners a Hiroshi perquè pugui tornar els diners que va robar.
Perseguit per la policia, Tokiko suplica a Joji que es rendeixi. Quan es nega, li disparen. Els agents de policia s'apropen mentre la parella s'abraça.

## Vídeo domèstic
El 18 de març de 2013, el British Film Institute va llançar la pel·lícula al DVD de la Regió 2 com a part de la col·lecció The Gangster Films, juntament amb Walk Cheerfully (1930), That Night 's Wife(1930) i el fragment supervivent de A Straightforward Boy (1929).
The Criterion Collection va llançar la pel·lícula per a la Regió 1 el 21 d'abril de 2015, juntament amb les obres d'Ozu Walk Cheerfully i That Night's Wife, com a part d'un boxset de DVD a través de la seva sèrie de recopilació de clàssics Eclipse.

## Repartiment
- Kinuyo Tanaka com Tokiko
- Joji Oka com Joji
- Sumiko Mizukubo com Kazuko
- Hideo Mitsui com Hiroshi
- Yumeko Aizome com Misako
- Yoshio Takayama com Senko
- Koji Kaga com Misawa
- Yasuo Nanjo com Okazaki, el fill del president
- Chishū Ryū com un policia